# José Acácio Santana
José Acácio Santana (São Pedro de Alcântara, 19 de outubro de 1939 — Florianópolis, 11 de julho de 2011) foi um maestro, compositor, poeta e professor catarinense. Dedicou-se à música, especialmente à música sacra cristã, onde ganhou reconhecimento nacional e até mesmo internacional por suas composições, com cerca de três mil obras de vida artística, 200 corais fundados e 1500 atendidos, autor de alguns livros e pioneiro em música sacra pós Concílio Vaticano II.

## Vida
Nasceu na cidade catarinense de São Pedro de Alcântara no dia 19 de outubro de 1939. Com 7 anos de idade iniciou seus estudos de harmônio e canto na sua cidade natal, o que viria a influenciar sua profissão e obra mais tarde. Nos Seminários estudou música, instrumentos e canto orfeônico, paralelamente aos estudos das demais disciplinas. Em Curitiba, no Instituto Rainha dos Apóstolos e na Universidade Federal do Paraná (UFPR), estudou os cursos superiores de regência, composição, piano e história da música. Recebeu aulas particulares dos seguintes mestres: Fúrio Franceschini, Rodrigo Hermann, José Penalva e Joanídia Sodré. Pioneiro no Brasil nas composições litúrgicas pós Concílio Vaticano II, possuía unidade musical e literária em suas composições, onde convivem harmoniosamente o poeta e o músico, de maneira plena.
Atendeu a mais de 1500 corais brasileiros e vários de outros países. Só em Santa Catarina mais de 1000 grupos se beneficiam do seu trabalho. Grande parte de sua obra está gravada por Paulinas COMEP.
Foi autor do hino oficial de dezenas de municípios e instituições. Como pesquisador, estudou e publicou as principais raízes musicais açorianas, italianas e alemães em Santa Catarina. Suas pesquisas adentraram ainda a evolução do Canto Coral em Santa Catarina e o folclore musical brasileiro. Foi regente do Coral da Universidade Federal de Santa Catarina por 33 anos, praticamente desde a sua criação. O coral foi criado em 9 de janeiro de 1963, em tempo recorde de ensaio, sob coordenação do regente-fundador Mário Garau (da UFPR), italiano radicado em Curitiba. Logo em seguida, o então padre Agostinho Stähelin, primeiro regente do recém criado grupo, coordenou o coral nos seus primeiros meses de vida, trabalho logo assumido pelo maestro Santana.  

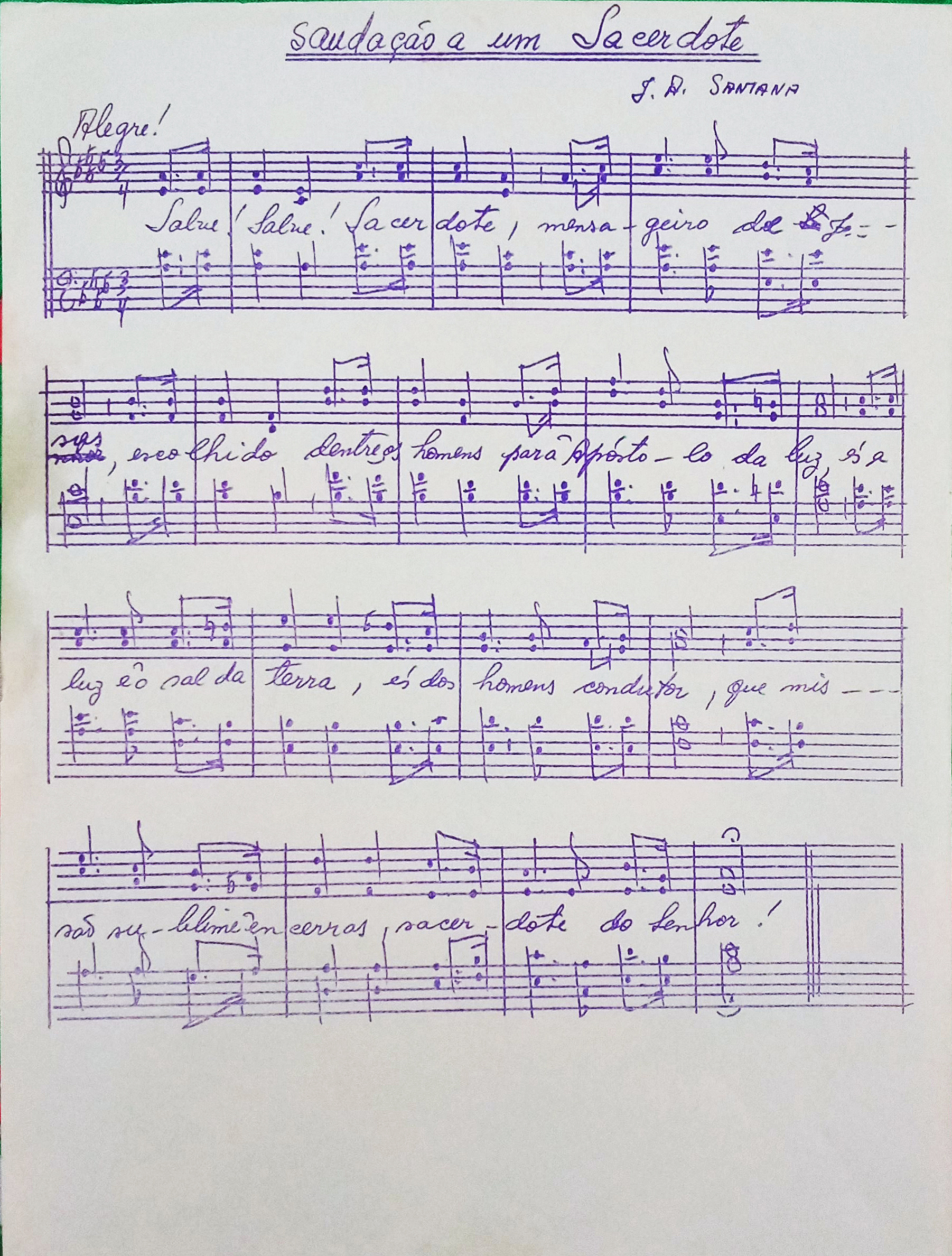
Cópia mimeografada da partitura Saudação a um sacerdote de José Acácio Santana

Desde 1962 Acácio trabalhou no incentivo do canto coletivo, e acessível ao público

## Morte
Morreu no dia 11 de julho às 10 horas no Hospital de Caridade de Florianópolis, vítima de câncer com agravamento no pulmão. Estava já há 78 dias internado devido a sua doença. Foi velado e sepultado em sua cidade natal São Pedro de Alcântara no dia seguinte de sua morte.  

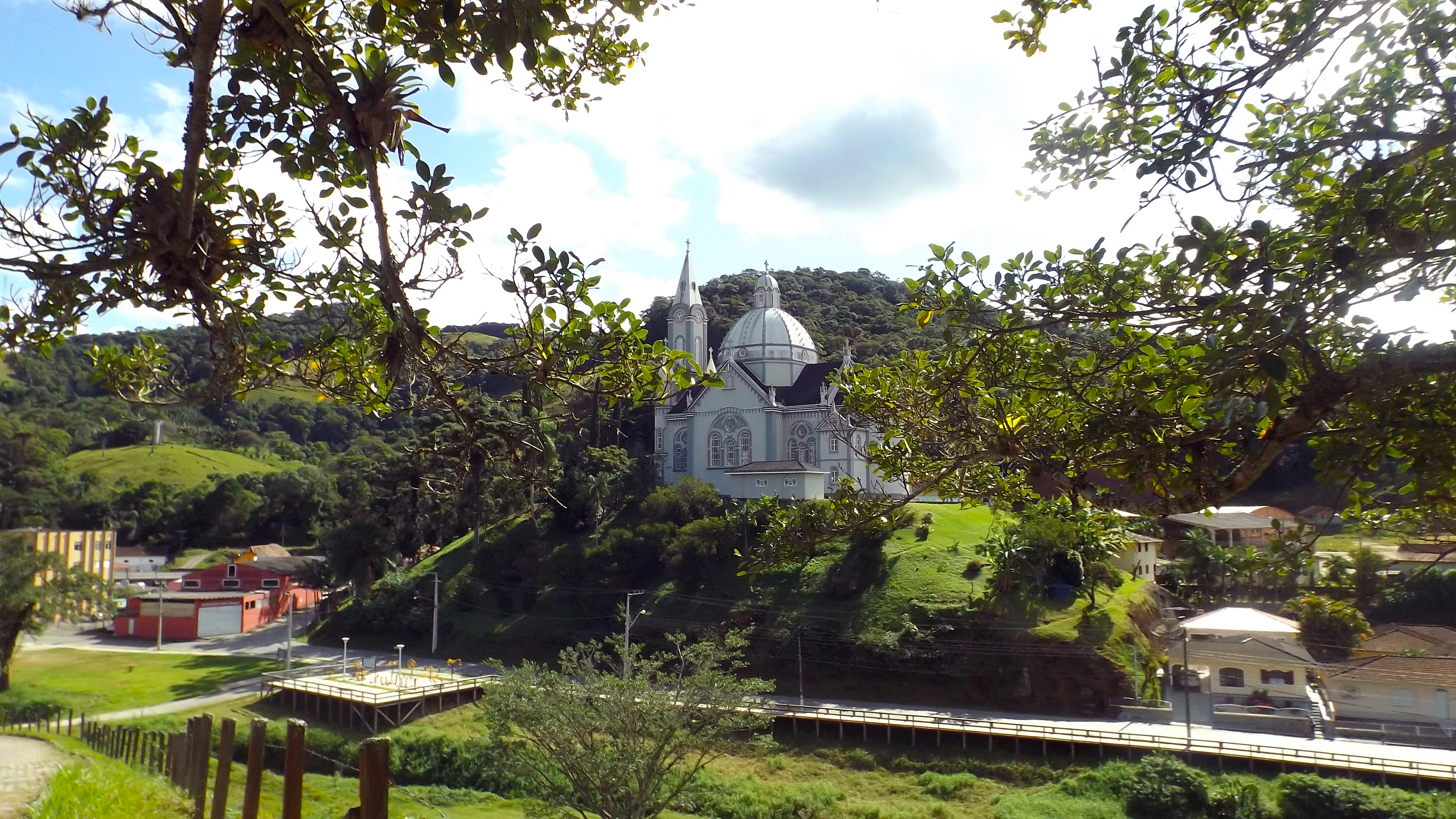
Igreja onde Acácio aprendeu harmônio, vista do centro de sua cidade natal.

## Discografia
- (Em expansão)
- Noite Feliz (1978)
- A Noite se Iluminou (1979)
- Natal em Família - 1982 (1982)
- O Contestado - oratório (1984)
- Natal em Família - 1994/1996 (1994)
- Presença, instrumental (1996)
- Jesus Cristo, ontem, hoje e sempre (1997)
- Mãe de Deus (1997)
- Senhora de Fátima (1997)
- Espírito santo (1998)
- Conceição aparecida (1998)
- Notícia de vida (1998)
- Cantos do coração (1998)
- A noite se Iluminou (1998)
- Natividade (1998)
- Santíssima trindade (1999)
- Presença (1999)
- Pai eterno (1999)
- Gaivota, o voo da vida (1999)
- Notícia de vida, intrumental (1999)
- Aliança, compromisso de amor (2000)
- Celebrando a providência (2001)
- Segue-me (2002)

Noite Feliz
Disco lançado no ano de 1978 pela gravadora Discos Estéreo Som LTDA, interpretado pelo Coral da Universidade Federal de Santa Catarina, regido e com arranjos por José Acácio Santana.
Lado A
1. Noite Feliz (Fr. Gruber, Arr. J. A. Santana)
2. No Teu Natal (José Acácio Santana)
3. Hoje é Dia de  se Encontrar (José Acácio Santana)
4. É Natal no Mundo (José Acácio Santana)
5. É Preciso Parar (José Acácio Santana)
6. Nova Luz (José Acácio Santana)
7. Cristo Nasceu (José Acácio Santana)
8. Fiéis Acorramos (Tradicional, Arr. J. A. Santana)

Lado B
1. Uma Estrela (Tradicional, Arr. J. A. Santana)
2. Natal de Jesus (José Acácio Santana)
3. Quando Completou-se o Tempo (José Acácio Santana)
4. Árvore de Natal (Tradicional, Arr. J. A. Santana)
5. Natal do Salvador (José Acácio Santana)
6. Natal é Vida que Nasce (José Acácio Santana)
7. É Preciso Dar (José Acácio Santana)
8. Louvai a Deus (G. F. Handel, Arr. J. A. Santana)

Ficha Técnica:
SOPRANOS:
- Lisete Fauser
- Eli Faustino da Silva
- Maristela Linhares
- Maria Madalena Stähelin
- Elizete Antonieta Tell
- Maria Elisete Kleba
- Maria do Carmo Gil Souza
- Maria Antônia Pereira
- Maria Dalva Stähelin
- Solange Ribeiro Telles
- Laura Zunini
- Tereza Kleba
- Marisa Schwabe
- Marlise Müller
- Elza Matilde de Souza
- Sônia Maria Mafra
- Darli Clasen

CONTRALTOS:
- Maria Izabel Stähelin
- Elza P. C. de Moraes Maria Cristina Pereira
- Ecilda Maria Kretzer Amália Hoffmann Catarina da Silva Souza
- Valy Sombrio
- Marisete Contin
- TENORES:
- Sérgio Stähelin
- André Reginaldo de Lima e Silva
- Dario Lemus Aguilar Hélio Baschirotto
- Ortenilo Azzolini
- João Maraes da Silveira
- João Carlos dos Santos
- Lorildo Aldo Stock
- Luiz Carlos Nunes
- Nilo Sérgio de Zouza
- Pedro Roldão Garcia

PIANO:
- José Carlos dos Santos

VIOLÃO:
- Lorildo Aldo Stock

FLAUTA:
- Venilton Pacheco Mucillo

RITMO:
- Nilo Sérgio de Souza
- João Moraes da Silveira
- Luiz Carlos Nunes - João Augusto do Nascimento

Natal em Família - 1982
Foi um disco compacto lançado no ano de 1982 pelos Missionários Redentoristas, na campanha Natal em Família, gravado pela Discos Estéreo Som LTDA, interpretado pelo Coral da Universidade Federal de Santa Catarina, regido e com arranjos por José Acácio Santana.

Lado A:
- Seremos a Voz (J. A. Santana)
- O Teu Caminho (J. A. Santana)
- É Preciso Dar (J. A. Santana)
- O Senhor Vem ao Nosso Encontro (J. A. Santana)

Lado B:
- Os Céus Difundam o Orvalho (Pe. Pepê e Pe. Ditinho)
- Senhor, te Oferecemos (J. A. Santana)
- É Preciso Para (J. A. Santana)
- Abre tua Porta (J. A. Santana)

Natal em Família - 1994/1996
Foi um disco compacto lançado no ano de 1996 pelo Centro de Pastoral Popular, na campanha Natal em Família, gravado pela Audio Gravações, com músicas de José Acácio Santana

Lado A:
- A-1 – É natal do Senhor nosso mestre (J. A. Santana)
- A-2 Sinos de Belém (J. A. Santana)
- A-3 A noite se iluminou (J. A. Santana)

Lado B
- B-1 Mãe Maria (J. A. Santana)
- B-2 Noite Linda (J. A. Santana)
- B-3 Pobre no Meio dos Pobres (J. A. Santana)

Ficha técnica:
- Arranjos: Léo
- Técnico de Gravação e Mixagem: Jovair
- Bateria: Wagner
- Voz: Maria Maura Figueiredo
- Produção: Centro Pastoral Popular
- Direção de Estúdio: Zulenio Dias
- Estúdio: Audio Gravações

## Antologia[7]
(Em expansão)
- Missa N. Sra. do Destêrro. (Letras e partituras)
- Missa São João Batista. (Letras e partituras)
- Vigília Pascal. (Letras e partituras)
- Semana Santa (1972). (Letras e partituras)
- Noite Feliz (1978). (Letras e partituras)
- Canto Pastoral (1980). (Letras e partituras)
- Canto Pastoral Volume IIº: Ciclo da Páscoa (1980). (Letras e partituras)
- O Contestado - oratório (1984). (Letras e partituras)
- O Contestado - oratório (1984). (Libreto)
- A Escola Canta (1986). (Letras e partituras)
- O Rosário - oratório (1987). (Letras e partituras)
- Missa João Paulo II (1991). (Letras e partituras)
- Noite da luz em Rancho Queimado: nossa Belém de hoje (1996) .(Letras e partituras)
- Jesus Cristo: ontem, hoje e sempre (1997). (Letras e partituras)
- Mãe de Deus (1997). (Letras e partituras)
- Senhora de Fátima (1997). (Letras e Partituras)
- Conceição Aparecida (1998). (Letras e partituras)
- O Imigrante: Ópera (2009). (Letras e partituras)
- O Imigrante (2009). (Libreto)
- Missa da imigração (2009). (Letras e partituras)
- Servir com alegria - Mit freude Dienen (2009). (Letras e partituras)

Série Pró-canto:
- PROCANTO 1 - 1982 (Letras e partituras)
- PROCANTO 2 - 1982 (Letras e partituras)
- PROCANTO 3 - 1982 (Letras e partituras)
- PROCANTO 4 - 1982 (Letras e partituras)
- PROCANTO 5 - (Letras e partituras)
- PROCANTO 6 - (Letras e partituras)
- PROCANTO 7 - 1985 (Letras e partituras)
- PROCANTO 8 - 1987 (Letras e partituras)
- PROCANTO 9 - (Letras e partituras)
- PROCANTO 10 - (Letras e partituras)
- PROCANTO 11 - (Letras e partituras)
- PROCANTO 12 - (Letras e partituras)
- PROCANTO 13 - (Letras e partituras)

Missa Nossa Senhora do Destêrro
Folheto aprovado pela Comissão Arquidiocesana de Música Sacra de Florianópolis

Músicas:
- Senhor
- Gloria
- Santo
- Cordeiro

Letras:
Senhor: Senhor, que viestes salvar os corações arrependidos, tende piedade, piedade de nós! Cristo que viestes salvar os pecadores, tende piedade, piedade de nós. Senhor que intercedeis por nós, intercedei por nós ao Pai.

Gloria: Glória a Deus nas alturas e paz na terra aos homens por ele amados. Senhor Deus Rei dos céus, Deus Pai todo poderoso, nós vos louvamos, n´[os vos bendizemos, nós vos adoramos, nós vos glorificamos. Nós vos damos graças por vossa imensa glória. Senhor Jesus Cristo, Filho Unigênito, Senhor Deus, cordeiro de Deus, Filho de Deus Pai. Vós que tirais o pecado do mundo, tende piedade de nós. Vós que tirais o pecado do mundo, acolhei a nossa súplica. Vós que estais sentado à direita do Pai, tende piedade de nós. Só vós sois o Santo, só vós sois o Senhor, Só vós sois o altíssimo, Jesus Cristo, com o Espírito Santo, com o Espírito Santo, na glória de Deus Pais. Amém, Amém, Amém!

Santo: Santo, Santo, Santo Senhor, Deus do Universo. O céu e a terra proclamam a vossa glória, hosana nas alturas, hosana nas alturas, Bendito o que vem em nome do Senhor, hosana nas alturas, hosana nas alturas!

Cordeiro: Cordeiro de Deus que tirais o pecado do mundo, tende piedade, piedade de nós. Cordeiro de Deus que tirais o pecado do mundo, dai-nos a paz, dai-nos a paz!
PROCANTO 1
Procanto 1 – Educação Religiosa Escolar (1982)

Apresentação
A música promove a fraternidade e a compreensão entre as pessoas, estimulando seus valores sociais, éticos, culturais e comunitários.
De maneira decisiva, a educação musical participa do crescimento das mais importantes atividades psíquicas humanas: a inteligência, vontade, imaginação criadora e sensibilidade. Reúne, de maneira harmoniosa, conhecimentos, sensibilidade e ação, qualificando- se como importante fator de desenvolvimento integral da pessoa humana.
O canto nas escolas, além de excelente apoio na fixação de conteúdo, atua também como meio de integração e socialização dos alunos.
Aqueles que colocam suas vozes em uníssono, abrem salutares perspectivas de se porem em comunhão também com a própria comunidade, participando e apoiando os anseios comuns da sociedade.
A presente coletânea tem o objetivo de se colocar a serviço da formação das nossas crianças e jovens, participando efetivamente do processo de formação integral do adulto de amanhã, sobre quem recai a responsabilidade de construir um mundo justo e mais humano do que este que temos hoje. mais

Florianópolis, junho de 1982.
José Acácio Santana

Músicas:
1.	Se eu bater na tua porta
2.	Abre a janela
3.	O sol faz abrir botões
4.	Todas as folhas
5.	Criança Feliz
6.	O guarda-chuva
7.	Te quero bem
8.	A gente vai e vem
9.	Os passarinhos
10.	Mamãe, tu és meu amor
11.	Parabéns ao papai
12.	A primavera
13.	A ponte
14.	Bom dia
15.	O trenzinho
16.	Foi Deus que fez
17.	Meus olhos
18.	Obrigado senhor
19.	Quem sou eu?
20.	Meu corpo é lindo
21.	Minhas mãos se unem
22.	Santo é o Senhor
23.	Eu louvarei
24.	Toda palavra que vem de Deus
25.	Pai do céu
26.	Mãe de Deus
27.	Os sinos estão tocando
28.	Conheço um menino
29.	Quantas coisas engrandecem o senhor
30.	Família em comunhão
31.	Canção da partilha
32.	Eu te bendigo, senhor meu Deus
33.	Favela de cimento
34.	Este seu olhar
35.	Cantemos agora
36.	As maravilhas do Senhor
37.	O rei de toda a paz
38.	O grão de mostarda
39.	Em tudo te vejo
40.	Doação
41.	A vida que ganhei de graça
42.	Meu amigo maior
43.	Fui chamado a viver
44.	A vida dentro da gente
45.	Tu és a minha vida
46.	Enxerta-me, Senhor, na tua vida
47.	Repartir
48.	O Cristo está morrendo
49.	Deu te pague, professor
50.	Eu quero agradecer
51.	Foi você que fez a minha vida
52.	Cada vez que o dia vai nascer
53.	Eu te descubro numa canção
54.	Estende a mão
55.	Seria bom
56.	Ouvi dizer
57.	A saudade vai ficar
58.	É lindo e bom
59.	A chave é saber amar
60.	Canta, teu mal espanta

Missa das Crianças:
1.	Entrada
2.	Meditação
3.	Aclamação
4.	Ofertório
5.	Comunhão
6.	Final

## Hinos
Compôs hinos de diversas cidades como:
- Alfredo Wagner (SC)[10]
- Anchieta (SC)[11]
- Angelina (SC)[12]
- Anitápolis (SC)[13]
- Arabutã (SC)[14]
- Criciúma (SC)[15]
- Cunhataí (SC)[16]
- Erval Velho (SC)[17]
- Lontras (SC)[18]
- Maravilha (SC)[19]
- Pinhalzinho (SC)[20]
- Rancho Queimado (SC)[21]
- Rio Fortuna (SC)[22]
- São José (SC)[23]
- São Martinho (SC)[24]
- São Pedro de Alcântara (SC)[25]
- Santa Rosa de Lima (SC)[26]
- Saudades (SC)[27]
- Trombudo Central (SC)[28]